# N-metilpentanamina
La N-metilpentanamina es una amina secundaria con fórmula molecular C6H15N.
- Datos: Q6036780